# Pomuch
Pomuch är en ort i Mexiko.   Den ligger i kommunen Hecelchakán och delstaten Campeche, i den östra delen av landet, 900 km öster om huvudstaden Mexico City. Pomuch ligger 6 meter över havet och antalet invånare är 7 838.
Terrängen runt Pomuch är platt. Runt Pomuch är det mycket glesbefolkat, med 7 invånare per kvadratkilometer. Närmaste större samhälle är Hecelchakán, 6,2 km nordost om Pomuch. I omgivningarna runt Pomuch växer i huvudsak blandskog.